# Longmorn (palírna)
Longmorn je skotská palírna společnosti Pernod-Ricard nacházející se ve městě Elgin v hrabství Morayshire, jenž vyrábí skotskou sladovou malt whisky.

## Historie
Palírna byla založena v roce 1894 Johnem Duffem a jeho dvěma společníky Georgem Thomsonem a Charlesem Shirresem a produkuje čistou sladovou malt whisky. Tato palírna postavená na místě staré kaple má jméno odvozené od gaelského Lhanmorgund (což znamená: místo svatého muže). V roce 1977 kupuje palírnu společnost Seagram, která ji poté v roce 2001 prodává francouzské firmě Pernod-Ricard. Produkuje whisky značky Longmorn, což je patnáctiletá whisky s obsahem alkoholu 43 %. Většina produkce se používá do míchaných whisky Something Special, Queen Anna. Tato whisky má bohatou dominantní chuť.